# Alberto Gómez (Musiker)
Alberto Gómez (Egidio Alberto Aducci; * 19. Juni 1904 in Lomas de Zamora; † 1. Mai 1973) war ein argentinischer Schauspieler, Tangosänger und –Komponist.

## Leben und Wirken
Gómez begann seine Laufbahn 1927 mit Augusto Vila, mit dem er als Duo in Cafés und Theatern seiner Heimatstadt auftrat. Später kam der Gitarrist Manuel Parada hinzu, mit dem beide beim Radio debütierten. Mit Parada und Vicente Spina entstanden beim Label Víctor Gómez’ erste Aufnahmen, darunter Enrique Santos Discépolos Soy un arlequín und Alfredo Pelaias Adiós adiós.
1933 trat Gómez neben Luis Sandrini, Libertad Lamarque, Azucena Maizani, Mercedes Simone und anderen im Film Tango auf. Hauptrollen hatte er in den Filmen Juan Moreyra (1936) und später Donde comienzan los pantanos (1952). Nachdem sich Vila von ihm getrennt hatte, tourte er ab Ende der 1930er bis in die 1950er Jahre als Solist u. a. durch Uruguay, Chile, Brasilien, Mexiko, Kolumbien, Venezuela und Kuba. In den 1940er Jahren nahm er weiter beim Label Víctor auf, danach wechselte er zu Odeon. Außerdem entstanden wichtige Aufnahmen in Kuba und anderen lateinamerikanischen Ländern. Begleitet wurde er meist von Gitarristen wie Manuel Parada und Vicente Spina, Orlando Urruspuru, José María Aguilar, Reynaldo Baudino, Luis Iglesias, Alberto Remersaro und José Canet. Mit dem Orchester von Pedro Maffia trat er 1959 bei Radio Belgrano auf und nahm beim Label TK auf. 1969–70 nahm er eine LP für RCA-Victor auf.

## Kompositionen
- Del tiempo de la morocha
- Tolerancia”, “
- Que nadie se entere (aufgenommen von Francisco Canaro)
- Cansancio
- Que sea lo que Dios quiera
- Milonga que peina canas